# Junaid Khan (Indiaas acteur)
Junaid Khan (Bombay, 2 juni 1993) is een Indiaas acteur die voornamelijk in Hindi films en toneelstukken speelt.

## Biografie
Khan studeerde aan de American Academy of Dramatic Arts en begon zijn carrière in het Prithvi Theater met een rol in Quasar Thakore-Padamsee's bewerking van Bertolt Brecht's toneelstuk Mother Courage and Her Children (2017). Khan maakte zijn acteerdebuut in films met de hoofdrol in de historische dramafilm Maharaj (2024). In 2025 had hij zijn eerste theatrale release met de romantische komedie Loveyapa.
Khan is de zoon van acteur Aamir Khan.

## Filmografie

### Films
| Jaar | Film              | Rol             | Opmerking                  |
| ---- | ----------------- | --------------- | -------------------------- |
| 2014 | PK                |                 | regieassistent             |
| 2019 | To Remember Me By |                 | korte film, regieassistent |
| 2024 | Maharaj           | Karsandas Mulji | Netflix film               |
| 2025 | Loveyapa          | Gaurav Sachdeva |                            |

### Theater
| Jaar | Toneelstuk                      |
| ---- | ------------------------------- |
| 2017 | Mother Courage and Her Children |
| 2019 | Medea                           |
| 2024 | Runaway Brides                  |
| 2024 | Shikhandi                       |
| 2024 | Strictly Unconventional         |